# Antara Mitra
Antara Mitra (bengalí: অন্তরা মিত্র, nacida el 10 de julio de 1987) es un cantante de playback y del Bollywood india, intérprete de temas musicales cantados en bengalí. Surgió de un programa de televisión de "Indian Idol" 2 en el 2006.

## Biografía
Antara Mitra nació en Maslandapur, un pequeño pueblo de Bengala Occidental, cerca a la ciudad de Calcuta. A temprana edad ella ya tenía un gran interés por la música, gracias a su padre es quien le inspiró para que incursionara. Ella fue aceptada como concursante a los 18 años de edad en un programa de televisión nacional y compitió saliendo finalista, el programa se llamaba "Junoon".
Hubo un tiempo en que ella quería también estudiar medicina, pero lo abandonó a favor de la carrera musical para convertirse en una cantante profesional.
Mitra literalmente, creció con la música, su padre es profesor de música. A la edad de tres años, Antara cantó junto con otros niños que visitaron su casa para aprender de su padre.
Cuando Antara fue eliminada del concurso, el director musical, Anu Malik, le ofreció un empleo para que trabajara como cantante de playback, pero Antara regresó a su ciudad natal y poco tiempo después en abril del 2006, se trasladó a Mumbai para trabajar para una banda sonora de una película.
También participó como parte del equipo del Bollywood, dirigido a concursantes talentos de la India para competir en un reality show, ella compitió en dos programas televisivos como "Junoon (serie de TV)" y "Kuchh Kar Dikhaane Ka", donde todavía ella no era declarada ganadora en ambos, sin embargo, consideró a estos programas de aprendizaje y desarrollo profesional con experiencias. Antara expreso su agradecimiento a la audiencia de la televisión, a los productores y a los jueces cuando le permitieron que sus oportunidades se lleve a cabo para cantar para el público de radiodifusión.

Ella interpreta sus canciones en varios idiomas como en hindi, urdu, bengalí e inglés y se encuentra activa para interpretar también temas musicales para bandas sonoras de películas dentro de la industria de la música como el Bollywood.

## En el Indian Idol 2

### Audición
- "Dama Dam Mast Kalandar," Runa Laila
  - The judges liked it, however Anu Malik was a bit hesitant.

### Ronda de teatro
- "Kaisi Paheli Hai," Parineeta
  - Antara was through to the piano round!

### Ronda de piano
- "Hume to loot liya milke husn waalon ne," Private – Most votes
  - Antara received good comments, especially from Anu, "I think I have found my Playback Singer," and made it through to the finals with the most votes.

### Ronda de gala
- Week 2: "Ruki Ruki Thi Zindagi" from Mast
  - Antara received fairly good comments from the judges. Farha said like Antara looked like an International Rock Star on stage.

- Week 3: "Tu Rutha To Mein" from Jawani
  - The judges liked her performance, but said that "your lost concentration was somewhere" while Tabu said her "makeover has been phenomenal."

- Week 4: "Tere Bina Jiya Jaye Na" from Ghar
  - She got good comments from the judges. Priyanka said she has a great future in playback singing.

- Week 5: "Zara Zara" from Rehana Hai Tere Dil Mein
  - The judges loved Antara's performance. Amisha said that if there were rose buds on the sets, they would have bloomed listening to her sweet voice.

- Week 6: "Morani Baga Ma Bole" from Lamhe
  - Antara received rave reviews from all the judges, and they were all extremely appreciative. Preity said she also wants her to sing playback for her, too.

- Week 7: "Bairi Piya" from Devdas (Bottom 2)
  - The judges all liked her performance. Sonu Nigam said that it could have been a bit better, as her voice was capable of taking that song to greater heights. Farha called her Miss India while Karan said it's a perfect gift to Sanjay Leela Bhansali.

- Week 8: "Mere Haathon Main" from Chandni (Eliminated)
  - For the first time, Antara received mostly negative comments from the judges for her song selection.

- Grand Finale: "Woh Pehli Baar", "Ek Main Ek Tu, Jawani Jaaneman, Oh Saki Saki, "Right Here Right Now" (With N. C. Karunya and Meenal Jain)

- Concert: "Woh Pehli Baar," "Salaam Namaste," "Agar tum Miljao," and "Saki Saki."

## Grabaciones / Apariciones
- Woh Pehli Baar album – sang a group number and solo "Tu Rutha To."
- TV appearances have included specials (and soap operas) including Navarati, Thodi Khushi Thode Gham, Music Masti Dhoom, Kyunki, Kis Desh Mein Hai Meraa Dil, Kitani Mohabbat Hai, K for Kishore and auditioning contestants in Bhopal for Indian Idol 3.
- Was a contestant on Adnan's Bol Baby Bol show (won 200,000 for reciting famous song lyrics).
- Joined Nauman and Salman in Koi Aane Ko Hai, another Ekta Kapoor soap opera (broadcast on Colors @10 PM Fri/Sat/Sun).
- Was a semi-finalist (as a member of the Bollywood contingent) on Junoon – Kuchh Kar Dikhaane Ka singing contest (reality show on NDTV Imagine).
- Was a contestant who reached the Final Four in IPL Rockstar contest (reality show on Colors).
- Recorded songs in Bengali (Doshomi), Haryanvi (Tera Mera Vaada), etc.

### Canciones de películas
- "Loving You" – (duet) With Sonu Nigaam (Film: Speed, Music Dir.: Pritam Chakraborty).
- "Yeh Ishq haye- Remix" – With Shreya Ghoshal (Film: Jab We Met, Music Dir.: Pritam).
- "Kuke Kuke" – With Shaan (Film: Life Partner, Music Dir.: Pritam).
- "Aage Aage" – With Mika (Film: Life Partner, Music Dir.: Pritam).
- "All the Best" – With Soham (Film: All the Best, Music Dir.: Pritam).
- "Om Jai Jagadish Hare" (Film: Toh Baat Pakki!, Music Dir.: Pritam).
- "Bheegi Si Bhaagi Si" – With Mohit Chauhan (Film: Raajneeti, Music Dir.: Pritam)
- "Aa Jaane Jaan" – With Javed Jaffri (Film: Hello Darling, Music Dir.: Pritam).
- "Tera Mera Pyar" – With Kartik (Film: Action Replay, Music Dir.: Pritam).
- "Ale" – With Neeraj (Film: Golmaal 3, Music Dir.: Pritam Chakraborty).
- "Beshuba" – With Kunal Ganjanwala (Film: Dil to Baccha Hai Ji, Music Dir.: Pritam)
- "Yeh Dil Hai Nakhrewala – Filmy version" (Film: Dil to Baccha Hai Ji, Music Dir.: Pritam)
- "Sun Soniye" – With Muhammed Irfan (Film: Ajab Gazabb Love, Music Dir.: Sajid – Wajid)
- "Saree Ke Fall Sa" – With Deepan (Film: R... Rajkumar, Music Dir.: Pritam)
- "Eshona Monta Amar" – (duet) With Rishi Chanda (Film: Gangster, Music Dir.: Jeet Ganguly).
- "Kaddu Katega" (Film: R... Rajkumar, Music Dir.: Pritam)
- "Rang De Tu Mohe Gerua" (Film: Dilwale, Music Dir.: Pritam)
- "Manma Emotion Jaage" (Film: Dilwale, Music Dir.: Pritam)
- "Janam Janam" (Film: Dilwale, Music Dir.: Pritam)